# 象皮病
象皮病（拉丁語：elephantiasis），是一種主要由淋巴絲蟲病（拉丁語：lymphatic filariasis）引起引起的疾病。患者會出現手臂、腳或是生殖器的嚴重水腫，同時患部皮膚變厚並伴隨著疼痛，進而造成病患社會及經濟上的問題。象皮有時也用來形容致患者身體某些部位腫脹到極大程度的疾病。

## 病因
除淋巴絲蟲病以外，尚有其他因素導致象皮病發生：
- 利甚曼病
- 反覆鏈球菌感染
- 切除淋巴結、乳癌導致淋巴水腫
- 非絲蟲性象皮病（英语：Podoconiosis）

## 外部連結
- 寄生蟲學-Nematoda(線蟲)-Wuchereria bancrofti(班氏絲蟲)（页面存档备份，存于）
- 寄生蟲學-Nematoda(線蟲)-Brugia malayi(馬來絲蟲)（页面存档备份，存于）